# 411 Xanthe
411 Xanthe је астероид главног астероидног појаса са пречником од приближно 76,53 km.
Афел астероида је на удаљености од 3,279 астрономских јединица (АЈ) од Сунца, а перихел на 2,590 АЈ.
Ексцентрицитет орбите износи 0,117, инклинација (нагиб) орбите у односу на раван еклиптике 15,344 степени, а орбитални период износи 1836,349 дана (5,027 година).
Апсолутна магнитуда астероида је 8,90 а геометријски албедо 0,083.
Астероид је откривен 7. јануара 1896. године.